# 人民法院出版集团
人民法院出版集团，是中华人民共和国最高人民法院直属的出版机构。出版书籍时以人民法院出版社名义。

## 简介
1986年，最高人民法院党组决定由《人民司法》编辑部负责筹组人民法院出版社。1986年，人民法院出版社成立，为最高人民法院直属的出版机构。2011年，人民法院出版社完成了转企改制工作，形成了以图书出版、期刊、电子音像出版为支柱的架构。人民法院出版社旗下拥有《中国审判》杂志社、人民法院电子音像出版社、北京东方法律文化传媒有限公司，形成了“三‘社’一公司”的格局。2016年11月30日，人民法院出版集团正式挂牌。同时，该集团旗下的北京东方法律文化传媒有限公司正在开展上市改造，拟在2017年第三季度完成公司上市的全部法律准备。

## 出版物
《刑事审判参考》是中华人民共和国最高人民法院刑事审判第一、二、三、四、五庭，全部五个刑事审判庭共同主办的业务指导和研究性连续出版物。是中国重要刑事司法业务指导丛书，1999年4月创办，至2020年已出版124集。自2021年起，本丛书由人民法院出版社出版发行，作为“中国审判指导丛书”的组成部分。

## 历任领导
| 人民法院出版社社长 1. 回沪明（1986年—2000年） 2. 王运声（2004年—2010年） 3. 杨亚平（2010年—2016年6月） 4. 黄文俊（2016年6月—） | 人民法院出版社总编辑 1. 回沪明（1986年—2000年） 2. 王运声（2004年—2010年） 3. 杨亚平（2010年—2014年） 4. 张益民（2014年—） 5. 胡立新 6. 余茂玉（2024－） |